# CGTN (텔레비전 채널)
CGTN(CGTN English, 중국어: 中国环球电视网 (频道))은 중국국제텔레비전의 텔레비전 채널 중 하나이다.